# Bergenfield
Bergenfield ist eine Stadt im Bergen County des Bundesstaats New Jersey in den USA. Das U.S. Census Bureau hat bei der Volkszählung 2020 eine Einwohnerzahl von 28.321 ermittelt.

## Geographie
Nach dem United States Census Bureau hat die Stadt eine Gesamtfläche von 7,5 km², wobei keine Wasserflächen miteinberechnet sind.

## Demographie
Nach der Volkszählung von 2000 gibt es 26.247 Menschen, 8.981 Haushalte und 6.753 Familien in der Stadt. Die Bevölkerungsdichte beträgt 3.494,5 Einwohner pro km². 62,90 % der Bevölkerung sind Weiße, 6,90 % Afroamerikaner, 0,24 % amerikanische Ureinwohner, 20,41 % Asiaten, 0,02 % pazifische Insulaner, 6,47 % anderer Herkunft und 3,06 % Mischlinge. 17,05 % sind Latinos unterschiedlicher Abstammung.
Von den 8.981 Haushalten haben 36,4 % Kinder unter 18 Jahre. 59,8 % davon sind verheiratete, zusammenlebende Paare, 11,8 % sind alleinerziehende Mütter, 24,8 % sind keine Familien, 20,8 % bestehen aus Singlehaushalten und in 9,9 % Menschen sind älter als 65. Die Durchschnittshaushaltsgröße beträgt 2,92, die Durchschnittsfamiliengröße 3,41.
24,8 % der Bevölkerung sind unter 18 Jahre alt, 7,3 % zwischen 18 und 24, 31,0 % zwischen 25 und 44, 23,2 % zwischen 45 und 64, 13,5 % älter als 65. Das Durchschnittsalter beträgt 38 Jahre. Das Verhältnis Frauen zu Männer beträgt 100:91,4, für Menschen älter als 18 Jahre beträgt das Verhältnis 100:88,2.
Das jährliche Durchschnittseinkommen der Haushalte beträgt 62.172 USD, das Durchschnittseinkommen der Familien 71.187 USD. Männer haben ein Durchschnittseinkommen von 42.074 USD, Frauen 35.137 USD. Der Prokopfeinkommen der Stadt beträgt 24.706 USD. 3,5 % der Bevölkerung und 2,6 % der Familien leben unterhalb der Armutsgrenze, davon sind 2,6 % Kinder oder Jugendliche jünger als 18 Jahre und 3,8 % der Menschen sind älter als 65.

## Sehenswürdigkeiten
Vier Bauwerke des Orts sind im National Register of Historic Places (NRHP) eingetragen (Stand 25. Oktober 2018).

## Söhne und Töchter der Stadt
- Albert Hulsebosch (1897–1982), Hindernisläufer
- Jack Antonoff (* 1984), Musiker und Produzent